# Sant Andreu (métro de Barcelone)
Sant Andreu est une station de la ligne 1 du métro de Barcelone. Elle est située, dans le district de Sant Andreu, à Barcelone en Catalogne.
Elle est mise en service en 1968, lors de l'ouverture d'un prolongement de la ligne 1.

## Situation sur le réseau

Plan du métro de Barcelone (2019).

Établie en souterrain, la station Sant Andreu de la ligne 1 du métro de Barcelone, est établie entre la station, Fabra i Puig, en direction de la station terminus Hospital de Bellvitge, et la station Torras i Bages, en direction de la station terminus Fondo,.

## Histoire
La station Sant Andreu est mise en service le 14 mars 1968, lors du prolongement de la ligne 1 entre Fabra i Puig et Torras i Bages. Elle doit son nom au quartier Sant Andreu de Palomar.